# Jerik (cràter)
Jerik és un petit cràter d'impacte de la Lluna situat a la part sud-est de la Mare Serenitatis. Està ubicat al nord-est del petit cràter Dawes i a l'oest dels Montes Taurus. A l'est-nord-est d'aquesta posició es troba el punt d'allunatge de la missió Apollo 17, a la vall Taurus-Littrow.

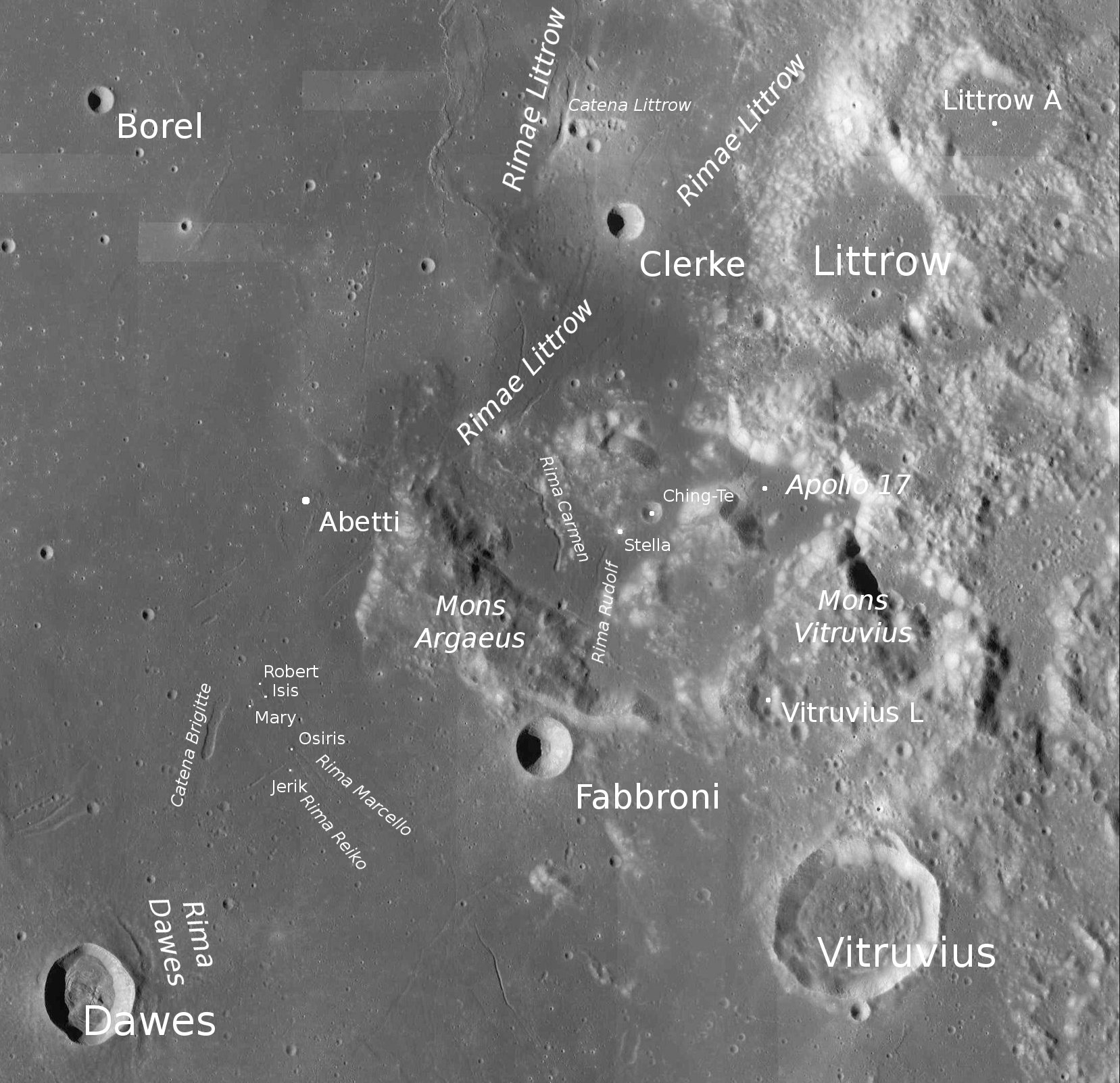
Localització de Jerik (centre esquerra de la imatge)
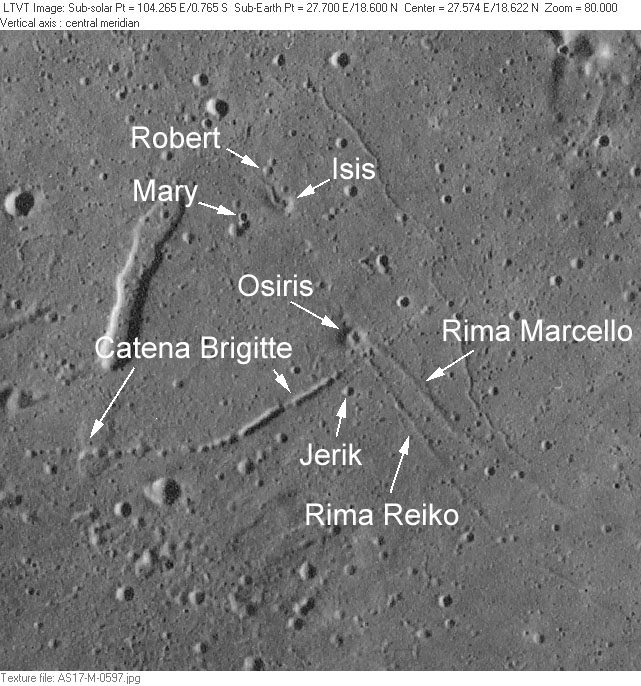
Rodalies de Jerik

Al costat de Jerik es localitza un cràter sense nom encara més petit (d'uns 100 m de diàmetre), amb un sistema de marques radials brillant.

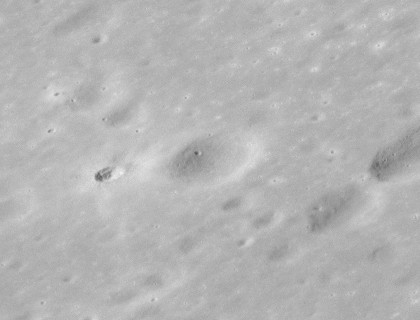
Fotografia de la missió Apollo 15
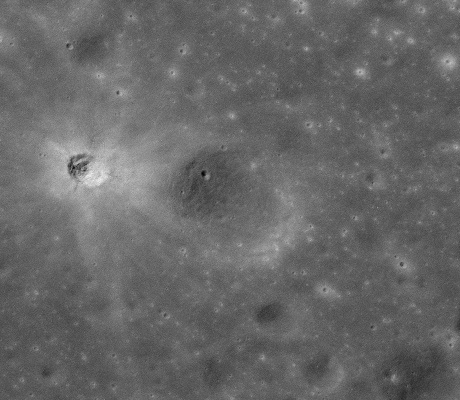
Vista obliqua des de l'Apollo 17, mirant al sud